# Coast Starlight

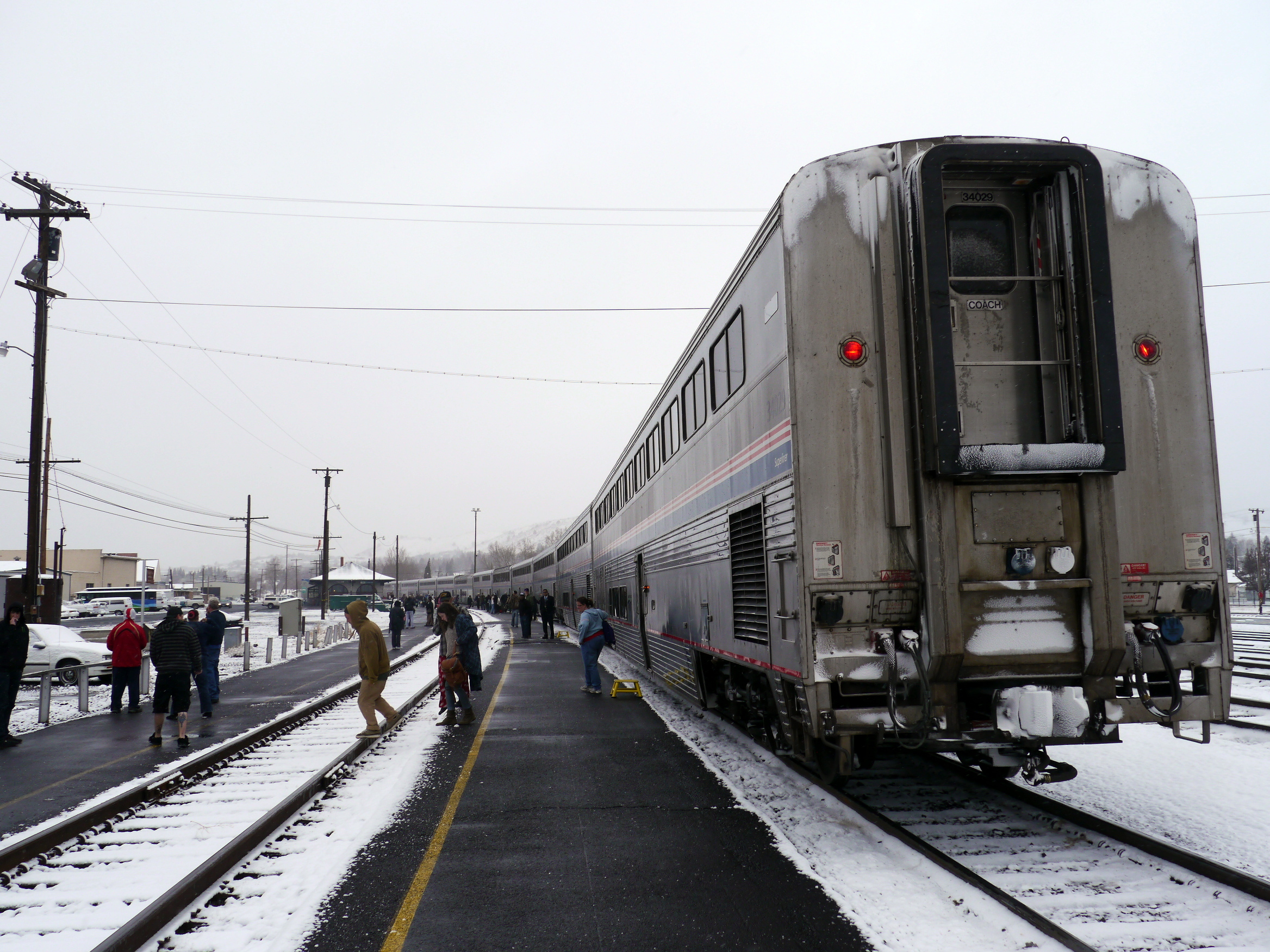
El Coast Starlight en Klamath Falls, Oregón.

Coast Starlight es un tren de pasajeros operado por Amtrak en la Costa Oeste de los Estados Unidos. Recorre 1,377 millas (2,216 km) desde King Street Station en Seattle (Washington), hasta Union Station en Los Ángeles (California). El nombre del tren fue formado por la fusión de dos nombres de trenes del Southern Pacific Railroad, el Coast Daylight y  el Starlight, dos de los trenes más numerosos SP del Coast Line.  Las estaciones más importantes son Portland y Eugene, Oregón; y Sacramento, Emeryville (por San Francisco), Oakland, San Jose, San Luis Obispo, y Santa Bárbara, California.

## Historia
Antes de la formación de Amtrak, ningún tren de pasajeros recorría la Costa Oeste de los Estados Unidos. El equivalente era West Coast de SP, el cual recorría el Valle de San Joaquín desde Los Ángeles a Portland,  con trenes de carga a Seattle por Great Northern Railway. SP tenía la Coast Daylight entre Los Ángeles y San Francisco y The Cascade entre Oakland y Portland.  SP también corría por la noche trenes entre Los Ángeles y El Área de la Bahía de San Francisco con el Lark, el cual tenía completamente vagones del tipo coche cama, en la ruta de la costa y el Pullman Owl, con vagones mixtos, en el valle de San Joaquin. Los servicios del norte de Portland a Seattle fueron proporcionados por Union Pacific, Northern American Railroad o Great Northern Railway. En 1970 Great Northern y Northern Pacific se fusionaron en Burlington Northern Railroad, el cual continúa dando servicio. Los trenes del sur de Los Ángeles a San Diego fueron de Santa Fe San Diegans.
Con el inicio de operaciones de Amtrak el primero de mayo de 1971 un solo tren empezó a correr entre Seattle Y San Diego. El tren sin nombre corría tres días a la semana, en los otros cuatro días (lunes, miércoles, jueves y sábado dirección norte; domingo, martes jueves y sábado dirección sur) otro tren sin nombre corría desde Oakland y Los Ángeles (inicialmente 98 dirección norte y 99 dirección sur). El 14 de noviembre Amtrak oficialmente nombró esta doble  operación Coast Daylight-Starlight y extendió la antigua terminal del sur Coast Daylight desde Los Ángeles a San Diego.  La corrida de Los Ángeles-San Diego finalizó el 11 de junio de 1972, remplazado por un tercer San Diegan. En junio de 1973 Amtrak comenzó a correr el combinado Coast Daylight-Starlight. Las respuestas positivas permitió a Amtrak retener este servicio y el 19 de mayo de 1974 el nombre fue cambiado a The Coast Daylight.
Con el cambio de horario el 10 de noviembre de 1996 Amtrak añadió vagones de pasajeros entre Seattle y San Diego unido al último tren Amtrak San Diegan de la noche (#511). Los pasajeros se mandaban en el primer tren de la mañana de regreso a Los Ángeles donde los vagones se unían al Coast Starlight a Seattle. Este fue descontinuado el 26 de octubre de 1997 debido al cambio de horario porque el tren de las 11 tenía poco cronometraje.  Si el tren de las 11 llegaba a Los Ángeles antes del Surfliner, los pasajero que se dirigían a Orange County y San Diego tomarían  la conexión con el tren Surfliner, de otra manera los pasajeros tenían que irse en autobús (esta opción era más frecuente que viajar por tren).
Hasta el 25 de abril de 1982 el Coast Starlight usaba el West Valley Line de SP entre Tehama and Davis, California con una parada en Orland, pasando por el este de Sacramento, a través de Chico. El sur de California tenía una parada in Glandale, después fue remplazada por la actual estación en Van Nuys, la cual a diferencia de Glandale, tenía personal de Amtrak revisando el equipaje. (Gandale tenía una oficina de boletos de Amtrak hasta que descontinuó la parada del Coast Starlight ahí).  Durante la temporada 9 de Reading Rainbow en 1991,  el Coast Starlight fue usado en varios segmentos en el episodio “Kate Shelley and the Midnight Express”. Uno de los segmentos incluía el hospedaje, donde LeVar Burton viajaba en el Coast Starlight por diversión y mostraba las características de los libros del episodio, presentando a los espectadores la ingeniería e historia de los trenes, el también exploró en el tren (un recorrido por diferentes vagones como el de observación, de comida, de viajeros, etc.) mientras se dirigía a su habitación en el vagón de dormir.
En años recientes el tren recibió el apodo “Coast Starlate” por su pésimo registro de puntualidad, a pesar de tener su horario hacia el sur entre San Jose y Los Ángeles de 2.25 horas y entre Seattle y San Jose 2 horas arriba de su horario de 1971. Desde octubre del 2005 a agosto del 2006 llegaba a tiempo solo el 2% de las veces, funcionando a veces 5 a 11 horas debajo de su horario. Este rendimiento fue un factor en la baja del 26 % de sus pasajeros entre 1999 y 2005. Union Pacific Railroad (UP), cuyo manejo del tráfico en la ruta y la disputa local de carriles fue la causa el bajo rendimiento. Grupos ferroviarios culparon a UP por dar prioridad a tráfico de mercancía, mientras UP decía que se encargaba de la reparación de las pistas, sobre cualquier otra cosa. Recientemente, UP ha estado dando prioridad a Amtrak. De acuerdo con la porta voz de, Amtrak Vernae Graham, el Coast Starlight estuvo a tiempo el 86% de las veces en mayo del 2008. Entre octubre del 2009 y septiembre del 2010, el Coast Starlight arribó a tiempo a su destino el 91.2% de las veces. En comparación, el Departamento de Transporte reporta que los vuelos de las aerolíneas nacionales llegaron a tiempo el 74% de  las veces de abril del 2007 a abril del 2008.
Durante el comienzo del verano del 2008, el Coast Starlight fue lanzado con nuevas instalaciones y equipos reformados. En julios del 2008, los trenes de Pacific Parlour fueron restaurados y regresaron a dar servicio como parte del relanzamiento. Esto fue muy anticipado, debido al suceso del relanzamiento de Amtrak del Empire Builder (Chicago-Seatlle) y Empire Builder-Portland (Chicago-Portland). Entre FY2008 y FY2009, pasajeros del Coast Startligt incrementaron 15% de 353, 657 pasajeros a 406, 398 pasajeros.
En enero del 2011 La revista Trains, listó esta ruta como una de las cinco a poner atención por Amtrak en FY2012, como el Sunset, Eagle, Zephyr, Capitol y Cardinal fueron examinados en FY 2010. Durante el FY 2011, el Coast Starlight transportó alrededor de 425,000 pasajeros, un decrecimiento del 4% del FY2010, esto tuvo un ganancias de US$39, 997, 952 durante FY2011, y un 6.9% de crecimiento desde FY2010.

## Ruta
- BNSF Seattle Sudivision (ex NP, después ex BN), Seattle a Portland.
- UP Brooklyn Subdivision (ex SP), Portland a Eugene.
- UP Cascade Subdivision (ex SP), Eugene a Klamath Falls.
- UP Black Butte Subdivision (ex SP), Klamath Falls a Dunsmuir.
- UP Valley Subdivision (ex SP), Dunsmuir a Marysville.
- UP Sacramento Subdivision (ex WP/ex SP), Marysville a Sacramento.
- UP Martinez Subdivision (ex SP), Sacramento a Oakland.
- UP Niles Subdivision (ex SP), Oakland a Elmhurst.
- UP Coast Subdivision (ex-SP), Elmhurst a San Luis Obispo.
- UP Santa Barbara Subdivision (ex-SP), San Luis Obispo a Moorpark.
- UP/Metrolink (SCAX) Ventura Subdivision/Ventura County Line (ex a SP), Moorpark a Taylor Yard.
- Metrolink (SCAX) River Subdivision, Taylor Yard a Los Ángeles Union Station.

## Equipo
El tren usa un equipo Superliner I & II de dos pisos, incluyendo un vagón Sightseer Lounge, el cual tiene del suelo al techo una ventana para disfrutar los escenarios por lo que se pasa.
El Coast Starlight es única en el sistema Amtrak, ya que incluye un salón de primera clase llamado el “Pacific Parlour Car”. Los vagones son [{Budd Hi-Level Sky Lounge]], construidos en 1956 por el servicio El Capital de Santa Fe. Llamado un “una sala de estar en los carriles”, el vagón Parlour ofrece muchas comodidades para la primera clase del vagón para dormir incluyendo acceso a Internet, bar completo, y una pequeña librería con libro y juego, en las tardes cata de vinos, y cien en los niveles bajos.
El equipaje es colocado en uno de los vagones de equipaje de un solo nivel de Amtrak’s Herigate o en un vagón destinado de clase turista.
El Coast Stratlight usa típicamente la locomotora principal de Amtrak, el GE P24DC “Genesis”. Locomotoras secundarias que son utilizadas de vez en cuando son las más viejas GE P32-8BWH y GE P40DC.
Locomotoras EMD F59HI usadas en el corredor de servicios pueden ser vistos a menudo en el Coast Starlight, ya que son transportados, ya sea del noroeste o el norte de California, hasta en la tienda de Amtrak en Los Ángeles, donde equipo requerido para el mantenimiento de las principales locomotoras está disponible.